# Couvignon
Couvignon  ist eine französische Gemeinde mit 197 Einwohnern (Stand: 1. Januar 2022) im Département Aube in der Region Grand Est. Sie gehört zum Arrondissement Bar-sur-Aube und zum Kanton Bar-sur-Aube. 
Sie ist umgeben von folgenden Nachbargemeinden:
| Spoy, Fravaux | Proverville                                 | Bar-sur-Aube |
| Meurville     | Kompassrose, die auf Nachbargemeinden zeigt | Fontaine     |
| Bligny        | Bergères                                    | Baroville    |

## Bevölkerungsentwicklung
| Jahr                       | 1962 | 1968 | 1975 | 1982 | 1990 | 1999 | 2008 | 2017 |
| -------------------------- | ---- | ---- | ---- | ---- | ---- | ---- | ---- | ---- |
| Einwohner                  | 232  | 228  | 222  | 248  | 232  | 237  | 245  | 202  |
| Quellen: Cassini und INSEE |      |      |      |      |      |      |      |      |

## Sehenswürdigkeiten

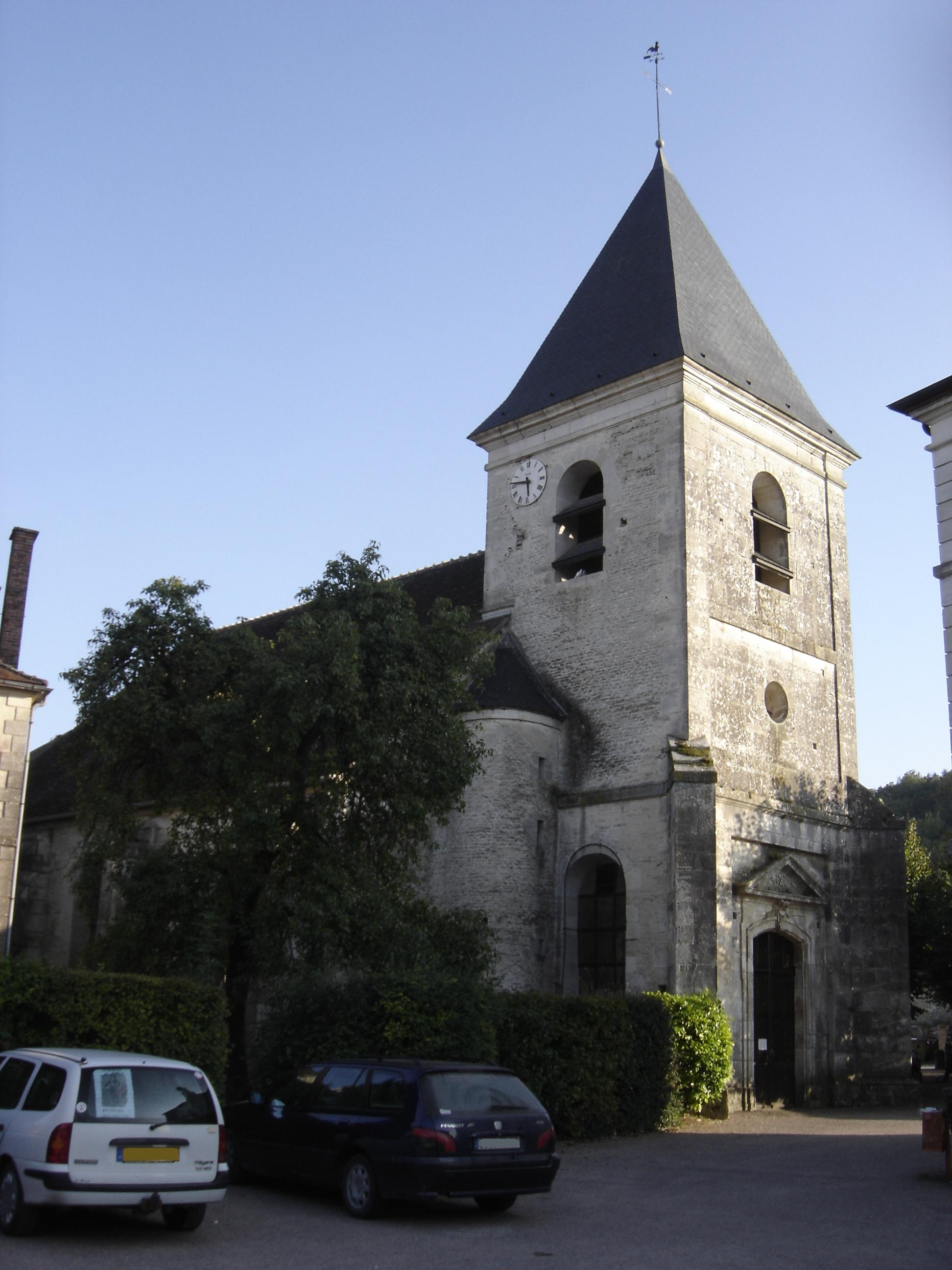
Kirche Saint-Martin

- Kirche Saint-Martin